# فرد ويلسون (سياسي)
فرد ويلسون هو سياسي كندي، ولد في 1941 في تورونتو في كندا. حزبياً، نشط في الحرب الديمقراطي الجديد لأونتاريو. وقد انتخب عضو برلمان مقاطعة أونتاريو.